# Nahúm Peralta
Nahúm Elieth Peralta Arce (ur. 21 października 1994 w Estelí) – nikaraguański piłkarz występujący na pozycji skrzydłowego lub ofensywnego pomocnika, reprezentant Nikaragui, od 2024 roku zawodnik UNAN Managua.